# Traición de patriotas
Traición de patriotas (título original: Executive Target) es una película de acción de Joseph Merhi y protagonizada por Michael Madsen, Keith David y Roy Scheider.

## Argumento
El presidente de los Estados Unidos Carlson pretende recortar los gastos de defensa del país a cambio de mejorar el sistema social. Sin embargo su iniciativa no es aceptada por ciertos sectores de la cúpula militar. Por ello, para evitarlo, contratan a un grupo de paramilitares dirigidos por Lamar para asesinarlo. 
Para conseguir su objetivo, ese grupo de mercenarios secuestra al conductor especialista Nick James que se encuentra cumpliendo condena en la cárcel para obligarlo a ayudar a raptar al presidente, el cual Lamar quiere tener por un tiempo con vida para luego asesinarlo una vez que obtenga la garantía de esa cúpula militar de que no les maten a ellos una vez que hayan hecho el trabajo para borrar sus huellas. 
Para conseguir su cooperación también raptan luego a su mujer Nadia James y le amenazan con matarla si no coopera con el propósito de matar a ambos una vez hecho el trabajo para borrar sus huelas en el crimen. Finalmente, tras una prueba general, los paramilitares atacan a la protección del presidente para raptarlo. Una vez conseuido y puesto en el coche de Nick James, él actúa según lo planeado. 
Sin embargo, intuyendo lo que le va a ocurrir, él consigue despistar a Lamar y a los suyos lo suficiente para informar al presidente de lo ocurrido, encargarse de que vengan sus tropas al encuentro, infiltrar con ellos la guarida de Lamar y lanzar con éxito una operación de rescate para su mujer. 
Consigue salvar a su mujer y acabar con los paramilitares. El presidente, agradecido, se encarga de su libertad y le da recursos para poder vivir bien en el futuro con su mujer. 

## Reparto
| Actor                | Personaje          |
| -------------------- | ------------------ |
| Michael Madsen       | Nick James         |
| Roy Scheider         | Presidente Carlson |
| Keith David          | Lamar              |
| Angie Everhart       | Lacey              |
| Dayton Callie        | Bela               |
| Kathy Christopherson | Nadia James        |
| Gareth Williams      | Clay Ripple        |

## Recepción
Hoy en día el largometraje ha sido valorado por usuarios en los portales de información en el Internet. En IMDb, con 1.134 votos registrados al respecto, esta película obtiene una media ponderada de 4,6 sobre 10. En Rotten Tomatoes los más de 50 usuarios registrados le dan un 2,2 de 5, mientras que solo un 14 % lo califica como "fresco".